# Кошляков, Михаил Николаевич
Михаи́л Николаи́евич Кошляко́в (29 ноября 1930 — 30 июля 2021) — советский и российский океанолог, лауреат премии имени С. О. Макарова (1996).

## Биография
Сын математика Н. С. Кошлякова. В 1953 году с отличием окончил географический факультет Ленинградского университета.
С 1953 года работал в Институте океанологии РАН, где под руководством профессора В. Б. Штокмана окончил аспирантуру и защитил диссертацию.
С 1989 по 2006 год — заведующий Лабораторией морских течений, в настоящее время — главный научный сотрудник лаборатории.

## Научная деятельность
В середине 1960-х годов разработал точную гидродинамическую интерпретацию известного метода боксов (резервуаров) в океанологии.
Основные научные достижения связаны с исследованием синоптических вихрей открытого океана — явления, открытие которого на рубеже 1960—1970-х годов явилось выдающимся событием в океанологии. Он был непосредственным участником всех главных отечественных экспериментов по изучению вихрей, проведённых с середины 1960-х по начало 1990-х гг.
Анализ данных этих экспериментов, выполненный совместно с его учениками и сотрудниками, привёл к получению ряда фундаментальных результатов по структуре и динамике вихрей, включая первые карты вихрей, построенные по результатам расчётов.
Получены экспериментальные доказательства генерации вихрей вследствие бароклинной неустойчивости крупномасштабных течений, выполнен анализ взаимодействий между вихрями, дана трактовка поля вихрей в субтропической и умеренной зонах океана как геострофической турбулентности («ПОЛИМОДЕ», 1977—1978, Атлантический океан и «Мегаполигон», 1987, Тихий океан).
Составлено описание рекордных по интенсивности вихрей: циклонического вихря Южного полярного фронта («Южный океан», 1983), внутритермоклинной линзы средиземноморской воды («Мезополигон», 1985, Атлантический океан) и циклонического ринга Гольфстрима («Атлантэкс-90»).
Открытие синоптических вихрей открытого океана зарегистрировано в 1980 году при авторстве Л. М. Бреховских, В. Г. Корта, М. Н. Кошлякова и Л. М. Фомина.
С начала 1990-х гг. его научные интересы переключаются на исследование Южного океана. В 1992 году, в рамках крупнейшей международной программы WOCE (World Ocean Circulation Experiment), он возглавляет российско-американскую экспедицию в тихоокеанской Антарктике. Анализ данных этой и других антарктических экспедиций позволил ему с сотрудниками получить ряд важных результатов по гидрологии, динамике и климату Южного океана, включая открытие и расчёт тихоокеанско-антарктической ячейки Глобального океанского конвейера.
Наиболее важным результатом, достигнутым в 2003—2004 гг., является получение путём математического моделирования и анализа экспериментальных данных доказательства формирования Антарктической промежуточной воды вследствие отрыва и дальнейшего затухания циклонических вихрей Субантарктического фронта.
Вёл преподавательскую работу на кафедре термогидромеханики Московского физико-технического института со времени основания кафедры в 1966 года, читая курс лекций по физической океанографии.
В разные годы он состоял членом Советско-американского организационного комитета ПОЛИМОДЕ (1975—1981), Рабочей группы WOCE по Южному океану (1990—1993), Научной руководящей группы WOCE (1993—1996), председателем в Национальном комитете WOCE России (1993—1997).
Заместитель главного редактора журнала «Океанология», член редколлегии журнала «Физика атмосферы и океана».

## Награды
- Премия имени С. О. Макарова (1996) — за цикл работ, посвящённых открытию и исследованию синоптических вихрей Мирового океана
- Заслуженный деятель науки Российской Федерации (1999)

## Из библиографии
- Синоптические вихри в океане / В. М. Каменкович, М. Н. Кошляков, А. С. Монин. — 2-е изд., перераб. и доп. — Ленинград : Гидрометеоиздат, 1987. — 509,[2] с. : ил., карт.